# Gemensamma transportpolitiken
Den gemensamma transportpolitiken är Europeiska unionens politik för transporter. Den är ett av unionens befogenhetsområden sedan Romfördraget trädde i kraft den 1 januari 1958.
Den gemensamma transportpolitiken innefattar bland annat gemensamma regler för internationella transporter, villkor under vilka utländska transportföretag får utföra transporter i en medlemsstat och åtgärder för att förbättra trafiksäkerheten. Transportpolitiken fastställs av Europaparlamentet och Europeiska unionens råd i enlighet med det ordinarie lagstiftningsförfarandet.
Inom ramen för den gemensamma transportpolitiken är det tillåtet för medlemsstaterna att frångå unionens ordinarie bestämmelser om statsstöd och ge stöd till företag för samordning av transporter eller som ersättning för allmän trafikplikt. Transportföretagen är förbjudna att diskriminera gods beroende på dess ursprungs- eller bestämmelseland genom att till exempel tillämpa olika fraktsatser.
I vitboken Den gemensamma transportpolitiken fram till 2010: Vägval inför framtiden som Europeiska kommissionen presenterade i september 2001 föreslogs över 60 åtgärder för att utveckla den gemensamma transportpolitiken. Detta följdes 2011 av en ny vitbok Färdplan för ett gemensamt europeiskt transportområde – ett konkurrenskraftigt och resurseffektivt transportsystem, som fokuserade på skapandet av ett gemensamt europeiskt transportområde fram till 2050.

## Vägavgifter för tung godstrafik
Genom ett direktiv har Europaparlamentet och Europeiska unionens råd fastställt gemensamma bestämmelser för avgifter för tung godstrafik inom unionen. Varje medlemsstat ansvarar för att själv bestämma den exakta utformningen av vägavgifterna, men avgifterna får inte vara diskriminerande, direkt eller indirekt, av skäl som grundar sig på åkarens nationalitet eller fordonets ursprung eller destination. Vägavgifterna ska spegla kostnaden för uppbyggnad, drift och utveckling av det berörda infrastrukturnätet.
I november 2020 konstaterade Europeiska unionens domstol i ett förhandsavgörande att Tysklands vägavgifter bröt mot unionsrätten eftersom avgifterna även var tänkta att täcka kostnader för trafikpolisen. Ett polskt transportföretag initierade därför en rättsprocess vid en tysk domstol, som i sin tur begärde ett förhandsavgörande från EU-domstolen.

## Körkort

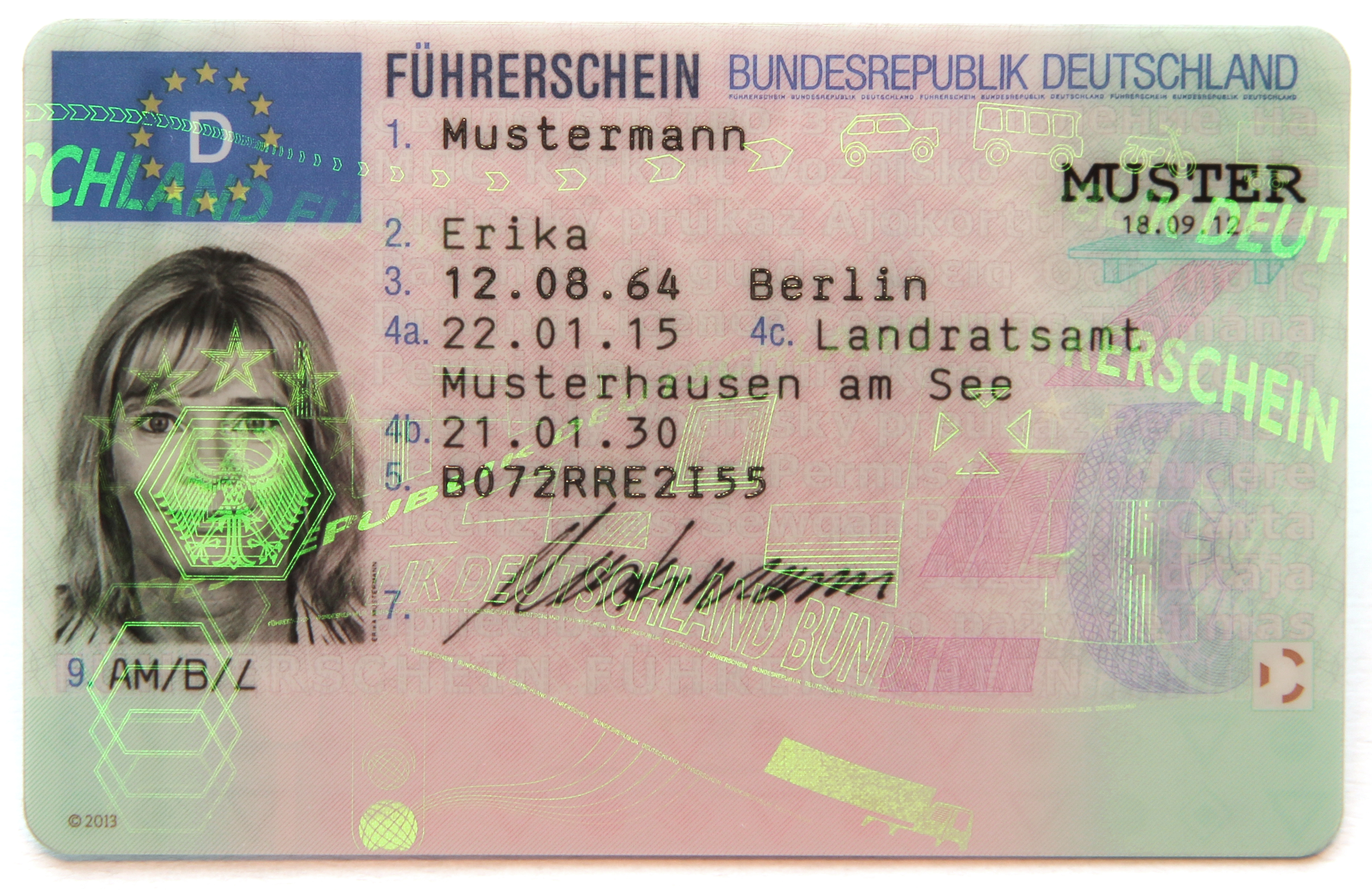
Exempel på ett tyskt körkort av det enhetliga formatet.

Den gemensamma transportpolitiken innefattar också en enhetlig utformning av körkort. Den enhetliga utformningen ersatte de tidigare 110 olika plast- och papperskörkorten, varav många var enkla att förfalska. Det europeiska körkortet togs i bruk den 19 januari 2013, men redan utfärdade körkort av äldre modeller gäller till dess att de går ut, dock senast 2033.

## Passagerarrättigheter
Den gemensamma transportpolitiken innefattar gemensamma rättigheter för flyg-, tåg-, båt- och busspassagerare, bland annat vid förseningar eller inställda resor. Rättigheterna ser olika ut beroende på transportslag.